# Diretmus argenteus
El malcarado plateado es la especie Diretmus argenteus, la única del género monoespecífico Diretmus, un pez marino de la familia dirétmidos, distribuida por todos los mares y océanos del mundo desde el Ártico hasta cerca del océano Antártico, excepto en el mar Mediterráneo.
No se comercializa pero tiene un potencial interés pesquero por su abundancia.

## Anatomía
Color del cuerpo negro en el dorso y de plateado en los costados, de lo que deriva su nombre argenteus (en latín "plateado"). El cuerpo es alto, con laterales fuertes y rectos; los ejemplares más adultos adquieren un color café oscuro.
Tiene una única espina en la aleta dorsal y otra sola en la aleta anal.

## Hábitat y biología
Vive en ambiente batipelágico profundo entre 0 y 2000 metros de profundidad, aunque sólo abunda entre 500 y 700 metros, si ben los juveniles bajan un poco menos, por debajo de los 250 metros.
Los adultos se alimentan comiendo plancton, de forma similar a otras especies de esta familia.
Son ovíparos con larvas planctónicas.